# Distretto 22 (Teheran)
Il Distretto 22  (in persiano منطقه ۲۲‎, anche latinizzato come Mantaqe ye Bist-o-Dow), anche conosciuto come Municipalità del distretto 22, è uno dei 22 distretti centrali dello Shahrestān di Teheran, della Provincia di Teheran in Iran.
Nel 2010 la sua popolazione è 128.958 persone..
Il distretto 22 ha 4 regioni e 9 quartieri.
Uno dei quartieri del distretto è conosciuto come Villaggio olimpico, dove è stato costruito il villaggio degli atleti olimpici dei VII Giochi asiatici, che si erano tenuti a Teheran..